# 662 v.Chr.

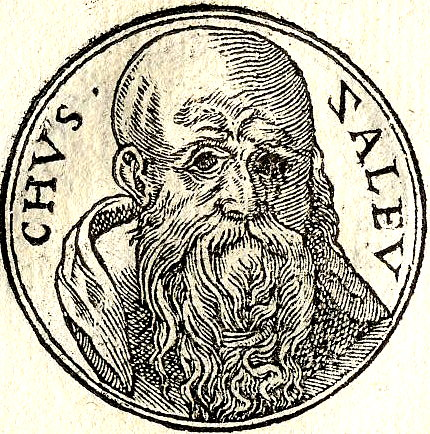
Zaleukos van Lokroi Epizephyroi

Het jaar 662 v.Chr. is een jaartal volgens de christelijke jaartelling.

## Gebeurtenissen

### Assyrische Rijk
- Koning Assurbanipal van Assyrië herovert de Fenicische havenstad Tyrus en maakt Ba'al opnieuw zijn schatplichtige vazal.

### Italië
- Zaleukos van Lokroi Epizephyroi vaardigt een aristocratische codex (ius talionis): "oog om oog, tand om tand-principe".